# Stomatoporina lamii
Stomatoporina lamii is een mosdiertjessoort uit de familie van de Stomatoporidae. De wetenschappelijke naam van de soort is voor het eerst geldig gepubliceerd in 1958 door Balavoine.